# Albansko višeglasno pjevanje
Albansko višeglasno pjevanje je tradicijski oblik albanske narodne glazbe koji je ostatak prapovijesnog balkanskog višeglasnog pjevanja. Kao bitna kulturna odlika mnogih područja Albanije upisano je na UNESCO-ov popis nematerijalne svjetske baštine u Europi 2008. godine.
Prisutno je kao bitan dio lokalne kulture u četiri južne albanske regije: Myzeqeja, Toskëri, Čamerija i Labëria, ali se može naći i u sjevernoj Albaniji (Peškopija i Malesija), Kačaniku na Kosovu, te u nekim područjima Makedonije (Polog, Tetovo, Kičevo i Gostivar). Može se podijeliti na dvije glavne stilske skupine koje izvode Gegi u sjevernoj Albaniji, te Toski i Labi na jugu države.
Ovo polifonijsko pjevanje je također povezano s ison-polifonijskim pjevanjem bizantske crkvene glazbe koja se odlikuje zujanjem koje prati višeglasno pjevanje. Zujanje se izvodi na dva načina: Toski uvijek pjevajući razvlače glas »e« prigušenim disanjem, dok Labi ponekad koriste ritmične tonove uz tekst pjesme.
Albansko narodno višeglasno pjevanje uglavnom izvode muškarci obilježavajući raznolike događaje kao što su vjenčanja, pokope, festivali žetve, vjerska slavlja, ili slavne folklorne festivale kao što je onaj svake pete godine u Gjirokastru (albanski: Festivali Folklorik Kombëtar).
Ovo pjevanje se odlikuje pjesmama koje imaju dvije solo dionice, melodijom i kontramelodijom sa zujanjem zbora. Oblik solo dionica varira prema različitim načinima izvođenja zujanja koje ima veliku raznolikost oblika, posebice u popularnom stilu koji su usvojile sve skupine koje izvode ovo pjevanje.
Tijekom posljednjih desetljeća, zahvaljujući skromnom uzletu kulturnog turizma i pojačanim zanimanjem istraživača pridonijeli su njegovom oživljavanju. No, ono je još uvijek jako ugroženo siromaštvom, nedostatkom zakonske zaštite i financijske potpore njegovim izvođačima, što ugrožava prijenos širokog repertoara pjesama i tehnika. Seoski egzodus mladih koji odlaze u gradove i inozemstvo u potrazi za poslom još više potpiruje ovu opasnost. Stoga je, nažalost, prijenos ovog načina pjevanja na na nove generacije prešao s obiteljskog obrazovanja na profesionalne narodne umjetnike i kulturno umjetnička društva.

## Poveznice
- Ojkanje
- Ganga

## Vanjske poveznice
- UNESCO video primjer na Youtube